# Acinia macroducta
Acinia macroducta es una especie de insecto del género Acinia de la familia Tephritidae del orden Diptera.

## Historia
Dirlbek y Dirlbekova la describieron científicamente por primera vez en el año 1972.